# ریفالازیل
ریفالازیل (انگلیسی: Rifalazil) یک ماده آنتی بیوتیکی است که سلول های باکتریایی را با مسدود کردن زیرواحد β در RNA پلیمراز می کشد. ریفالازیل به عنوان یک درمان برای بسیاری از بیماری های گوناگون استفاده می شود. شایع ترین آنها عفونت کلامیدیا، اسهال مرتبط با کلستریدیوم دیفیسیل (CDAD) و سل (TB) هستند. استفاده از ریفالازیل و اثرات همزمان با مصرف ریفالازیل برای درمان یک بیماری باکتریایی، مانند هر دارویی که وارد بدن انسان می شود، از فردی به فرد دیگر متفاوت است. فعل و انفعالات غذایی و تنوع ژنتیکی چند دلیل برای تغییر در عوارض جانبی استفاده از ریفالازیل هستند. توسعه آن در سال ۲۰۱۳ به دلیل عوارض جانبی شدید پایان یافت.